# D'Alfabia a Biniarroi
D'Alfabia a Biniarroi este o arie protejată (arie de protecție specială avifaunistică — SPA) din Spania întinsă pe o suprafață de 5.595,44 ha, integral pe uscat.

## Localizare
Centrul sitului D'Alfabia a Biniarroi este situat la coordonatele 39°43′35″N 2°46′13″E / 39.7264°N 2.7703°E.

## Înființare
Situl D'Alfabia a Biniarroi a fost declarat arie de protecție specială avifaunistică în mai 2008 pentru a proteja 8 specii de animale.

## Biodiversitate
Situată în ecoregiunea mediteraneană, aria protejată conține 10 habitate naturale: Lande oro-mediteraneene cu formațiuni endemice de grozamă, Pseudostepă cu ierburi și specii anuale de Thero-Brachypodietea, Pante stâncoase calcaroase cu vegetație casmofită, Păduri termofile cu Fraxinus angustifolia, Păduri de Olea și Ceratonia, Tufărișuri termo-mediteraneene și de pre-deșert, Formațiuni stabile xerotermofile de Buxus sempervirens pe pante stâncoase (Berberidion p.p.), Păduri de pin mediteraneene cu pini mezogeni endemici, Galerii de Salix alba și de Populus alba, Păduri de Quercus ilex și Quercus rotundifolia.
La baza desemnării sitului se află mai multe specii protejate de  păsări (8): pasărea ogorului (Burhinus oedicnemus), caprimulg (Caprimulgus europaeus), șoim călător (Falco peregrinus), Galerida theklae, Hieraaetus fasciatus, gaia roșie (Milvus milvus), turturică (Streptopelia turtur), Sylvia sarda.
Pe lângă speciile protejate, pe teritoriul sitului au mai fost identificate 3 specii de plante.